# Kasper Kirkegaard Hansen
Kasper Kirkegaard Hansen (født 15. februar 1991) er en professionel fodboldspiller, der tidligere spillede for FC Midtjylland.
Kirkegaard gik på FCMs fodboldakademi, inden han 21. november 2009 i en kamp mod Esbjerg fB, fik debut for klubbens førstehold.
Han har spillet 42 kampe for diverse ungdomslandshold.